# Laura van Bussel
Laura van Bussel (Vught, 30 november 2000) is een voormalig Nederlandse jeugdactrice.

## Carrière
Van Bussel debuteerde op 8-jarige leeftijd in de rol van Gretl in de musical The Sound of Music. Hierna speelde ze een kleine rol in Joseph and the Amazing Technicolor Dreamcoat en zong ze in verschillende theatershows.
In 2012 speelde ze Katja in de film De Club van Sinterklaas & Het Geheim van de Speelgoeddokter.
In februari 2016 was ze te zien in Bouquetreeks De Film: Trots & Verlangen' op RTL 4 met Noortje Herlaar en Jeroen Spitzenberger.

### Theater
| Jaar      | Productie                                             | Rol             | Producent                     | Theater            |
| --------- | ----------------------------------------------------- | --------------- | ----------------------------- | ------------------ |
| 2008-2009 | The Sound of Music                                    | Gretl von Trapp | V&V Entertainment             | Efteling Theater   |
| 2009-2010 | Joseph and the Amazing Technicolor Dreamcoat          | Miriam          | Stage Entertainment           | Beatrix Theater    |
| 2012-2013 | Annie                                                 | Kate            | Albert Verlinde Entertainment | Reizende musical   |
| 2013      | Feest onder de sterren (pilot)                        | Julia           | Cook a Dream                  |                    |
| 2014-2015 | Stoner                                                | jonge Grace     | Bos Theaterproducties         | Tourend toneelstuk |
| 2015-2016 | Sprookjesboom de Musical - Een Wonderlijk Muziekfeest | Kim             | Efteling Theaterproducties    | Reizende musical   |
| 2016-2017 | De Sprookjessprokkelaar                               | Ensemble        | Efteling Theaterproducties    | Efteling Theater   |